# Noul cabinet Otoman
Noul cabinet Otoman este o operă literară scrisă de Ion Luca Caragiale. 